# タタ・サファリ
サファリ（Safari）は、タタ・モーターズ（以下タタ）がかつて生産・販売していたSUVである。 

## 概要
サファリは、欧州市場等をターゲットにしたオフロード車である。サファリは折りたたみ式の3列目、広々としたインテリアを備えた7人乗りとして設計されていた。市場では、三菱・パジェロ、トヨタ・ランドクルーザー、ヒュンダイ・ギャロッパー等、1990年代に人気を博したオフロード車からの代替として位置付けらた。
少しスポーティーさが入ったシンプルなデザインで、どんな悪路も軽く走り抜けそうなイメージを持たせる。 販売は、インドやネパールなどを中心としている。また、車名は『サファリストーム』ともよばれることが多い。そして、アップグレードとして例にあげると、『サファリストーム エクスプローラーエディション』というグレードがある。そのモデルには、大きな特徴としてステッカーが貼られている。それに加えて装備もノーマルグレードから少しだけ追加されている。
装備の中で、元々1DINナビが付いていた所に2DINナビを付けている所がある。そのためナビには、変な角度が出来てしまっている。それだけではなく、元々位置も悪くインパネの下部に、上向きの角度で設置されたナビは、光を反射してしまい、日中はその画面に書かれている文字などを見ることが難しくなってしまっている。 また、シフトレバーの位置そのものも悪いため、シフトを1速から3速へシフトチェンジするとき、ディスプレイに指が当たってしまい、急に設定が変更されることがある。
外装面では、コンパスの描かれたステッカーやヘットランプにメッキガーニッシュが付け加えられる。また、更に強さを引き出すためにフロントバンパーガードが追加され外装面ではノーマルグレードと区別出来るほどの仕上がりには、なったものの金額に見合ったほどの物ではない。 肝心な乗り心地に関してはよい方で、ライントレース性高い。コーナを曲がるときのステアリングのフィードバックも良いのだが、低速時になると軽すぎたりする。
エンジンに関しては、2.2L『VariCOR』のディーゼルエンジンを搭載する。そのエンジンからは、最高出力140psと最大トルク32.6kgf.mを発生する。低回転域から力を出し、リニアに動く。5速MTのトランスミッションによる操作は、駆動力はシフトオンザフライシステムを介して四輪に伝えられる。さらに、服変速機も備わっている。約14秒で100kmまで加速する性能を持つ。これは2tを越える車体に対して標準的な数値になる。燃費は約10km/Lと、これもこのクラスとしては、標準的な数値である。
販売価格は、インド・ルピーで170万4000ルピー。 同クラスの車としては、「ルノー・ダスター」「シュコダ・イエティ」等がある。

## サファリ・ストーム（2012年–2019年）

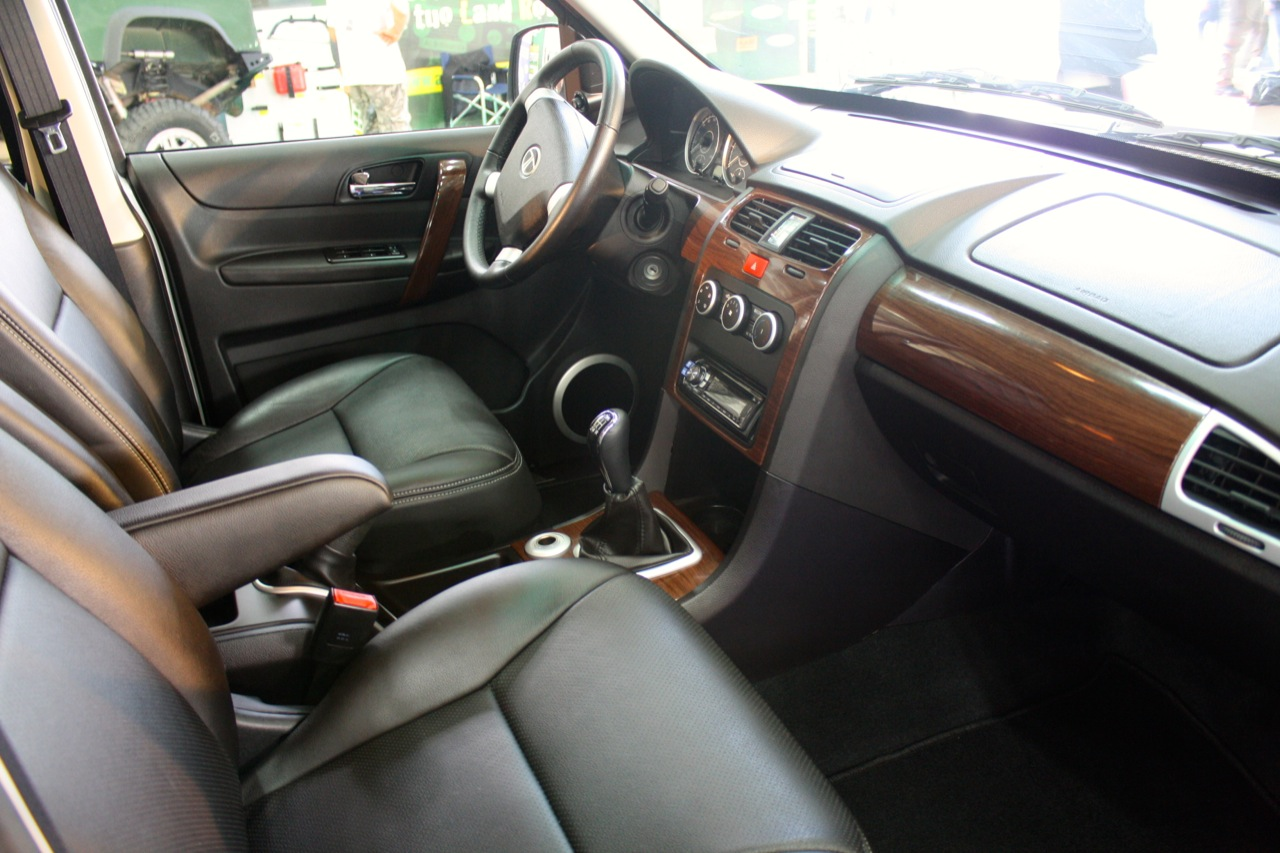
2016年モデル インテリア

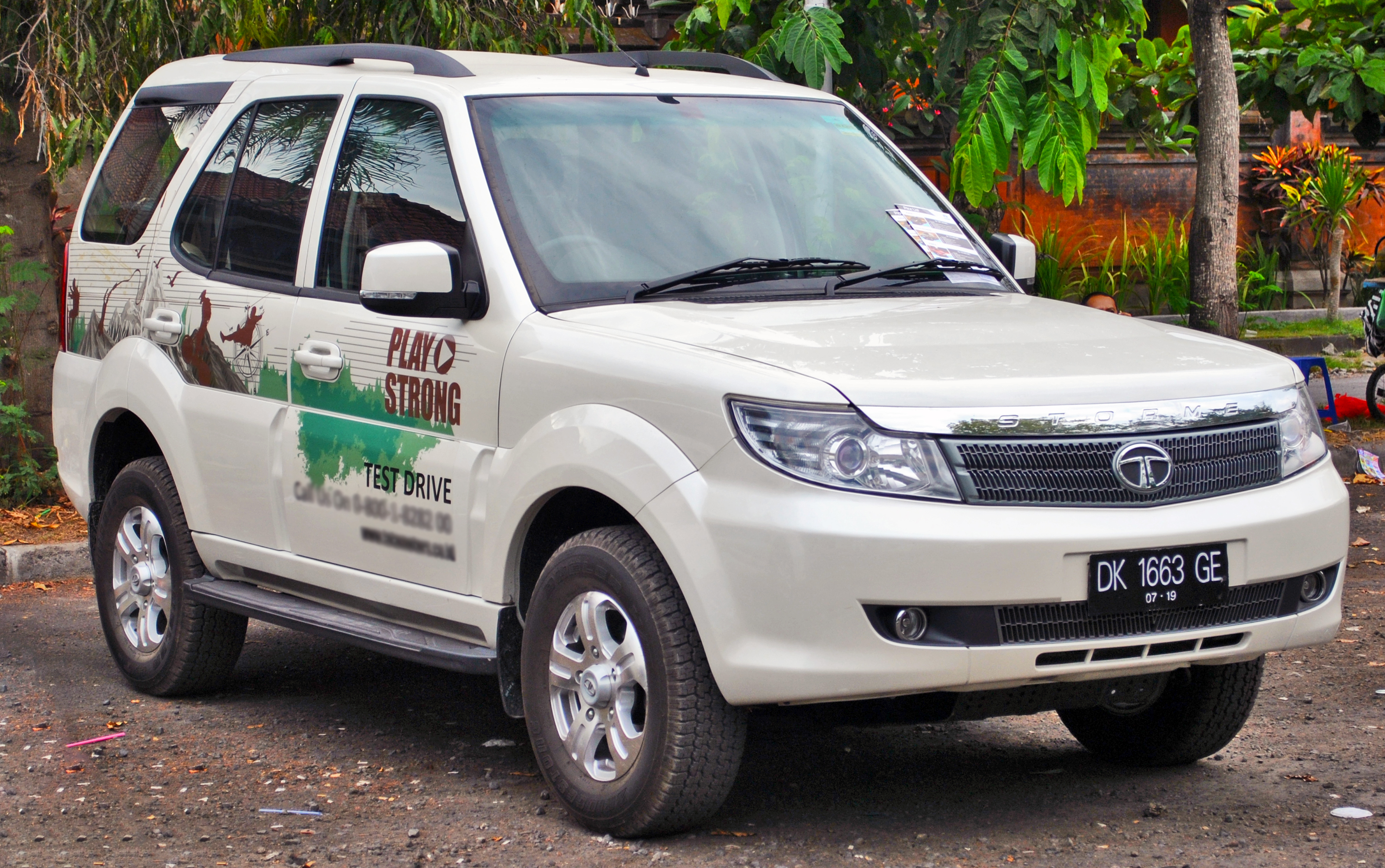
2012年モデル サファリストリーム

サファリストリームは2012年1月に第11回ニューデリーオートエクスポで発表され、2012年10月に発売された
。
2016年12月、タタはインド軍の公式車両として約3,192台のサファリストームを提供する契約を結び、ジプシーの後継車となった。
2019年以降はタタ・グラビタスに置き換えられる予定。

## ギャラリー

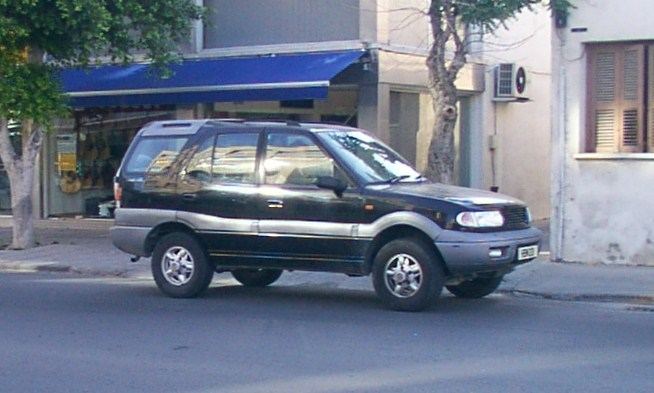